# Liste des préfets du Jura
Liste des préfets et sous-préfets du département du Jura depuis la création du poste de préfet en 1800 (la création des départements remonte à 1790). Le siège de la préfecture est à Lons-le-Saunier.

## Liste des préfets

### ConsulatetPremier Empire(1800-1814)
| Période               | Période | Identité                                         | Fonction précédente | Observation |
| --------------------- | ------- | ------------------------------------------------ | --- | --- |
| (An VIII) 2 mars 1800 | 1809    | Antoine François Poncet de La Cour de Maupas     | Général de brigade (1792)                                                                                                | Admis à la retraite en 1816 |
| 9 mars 1809           | 1813    | Alexandre Etienne Hersant-Destouches (1773-1826) | Chef du bureau particulier et du bureau d’échanges du directeur de la caisse d’amortissement, Sous-préfet de La Rochelle | Préfet de la Haute-Garonne (1813-1814) Préfet d'Indre-et-Loire (1814-1815), Préfet de Seine-et-Oise (1816), Maître des requêtes au Conseil d'État |
| 12 mars 1813          | 1814    | Martin René Alexandre Bergognié                  | Auditeur au Conseil d'État                                                                                               | Préfet de la Haute-Loire (Cent-Jours) |

### Première Restauration
| Période  | Période | Identité                          | Fonction précédente | Observation |
| -------- | ------- | --------------------------------- | ------------------- | --- |
| mai 1814 | 1815    | Louis-Simon Vaulchier du Deschaux | Conseiller d'État   | Préfet de la Corrèze (14 juillet 1815) Préfet de la Charente (25 avril 1820) Préfet de Saône-et-Loire (19 juillet 1820) Préfet du Bas-Rhin (23 mars 1822) Directeur général des Postes (7 avril 1824) Député à la Chambre |

### Cent-Jours
| Période      | Période | Identité            | Fonction précédente                   | Observation |
| ------------ | ------- | ------------------- | ------------------------------------- | ----------- |
| 22 mars 1815 | 1815    | Jean Thérèse Doazan | Préfet de Rhin-et-Moselle (1810-1813) |             |

### Seconde Restauration(1815-1830)
| Période | Période | Identité                             | Fonction précédente     | Observation                                 |
| ------- | ------- | ------------------------------------ | ----------------------- | ------------------------------------------- |
| 1815    | 1816    | Charles Dumesnil                     |                         |                                             |
| 1816    | 1820    | Louis Coucy                          |                         |                                             |
| 1820    | 1822    | Armand Bernard Moreau de la Rochette | Préfet de la Vienne     | [ 2 ]                                       |
| 1823    | 1829    | Ferdinand Marie Louis de Waters      | Préfet d'Indre-et-Loire | nommé Maître des requêtes au conseil d'État |
| 1829    | 1830    | Thomas Bluget de Valdenuit           | Préfet de la Lozère     | dessinateur et graveur de portraits         |

### Monarchie de Juillet (1830-1848)
| Période | Période | Identité                                       | Fonction précédente | Observation    |
| ------- | ------- | ---------------------------------------------- | ------------------- | -------------- |
| 1830    | 1831    | André Pons de l'Hérault                        |                     |                |
| 1831    | 1831    | Antoine Gaspard Louis, baron Rouillé d'Orfeuil |                     | Démissionnaire |
| 1831    | 1833    | Léon Thiessé                                   |                     |                |
| 1833    | 1836    | Alexandre Heim                                 |                     |                |
| 1836    | 1839    | Ambroise Le Pasquier                           |                     |                |
| 1839    | 1848    | Napoléon Thomas                                |                     |                |

### Deuxième République (1848-1852)
| Période         | Période          | Identité                                | Fonction précédente          | Observation |
| --------------- | ---------------- | --------------------------------------- | ---------------------------- | --- |
| 5 mars 1848     | 14 mai 1848      | Jules Grévy                             |                              | Commissaire de la République Antoine Commissaire est commissaire-adjoint à partir du 13 mars 1848 Anselme Pétetin est commissaire général à partir du 25 mars 1848 |
| 14 mai 1848     | 23 juin 1848     | Anselme Pétetin                         |                              | |
| 23 juin 1848    | 31 octobre 1848  | Jules Allin                             | Préfet des Ardennes          | Nommé avocat général près la cour d'appel de Colmar |
| 1848            | 1849             | Bonaventure Pages                       |                              | |
| 10 janvier 1849 | août 1849        | Jean Olympie Bouquet dit Charles Besson | Préfet de l'Ain              | nommé préfet de Maine-et-Loire |
| 1849            | 1850             | Louis Vincent                           |                              | |
| 7 mars 1850     | 26 novembre 1851 | Charles Becquey                         | sous-préfet de Saint-Étienne | |

### Second Empire(1852-1870)
| Période       | Période | Identité                 | Fonction précédente | Observation |
| ------------- | ------- | ------------------------ | ------------------- | ----------- |
| décembre 1852 | 1853    | Aldebert de Chambrun     |                     |             |
| 1853          | 1853    | Paul Dulahante           |                     |             |
| 1854          | 1868    | Emile Nau De Beaureagard |                     |             |
| 1868          | 1870    | François Saint-Priest    |                     |             |
| 1870          | 1871    | Antoine Trouillebert     |                     |             |

### Troisième République (1870-1941)
| Période           | Période           | Identité                                       | Fonction précédente                                                 | Observation |
| ----------------- | ----------------- | ---------------------------------------------- | ------------------------------------------------------------------- | --- |
| 25 avril 1871     | 26 mai 1873       | Paul Dumarest                                  | Préfet de l'Isère                                                   | Nommé préfet des Ardennes |
| 26 mai 1873       | 16 octobre 1873   | Jean Duphenieux                                | Sous-préfet de Saumur                                               | Nommé préfet de la Vendée |
| 16 octobre 1873   | 24 mai 1876       | Maximilien Benoît Félix baron de Reinach-Werth | Maire de Niedernai                                                  | Nommé préfet de la Meuse |
| 17 juin 1876      | 19 mai 1877       | Henry Merlin                                   | Sous-préfet de Saint-Quentin                                        | Remplacé en mai 1877, puis rétabli le 18 décembre 1877. |
| 19 mai 1877       | 15 décembre 1877  | Alphonse Boby De La Chapelle                   | Sous-préfet de Cholet                                               | Démission |
| 15 décembre 1877  | 15 mars 1879      | Henry Merlin                                   | Retabli                                                             | Nommé préfet de la Haute-Garonne |
| 15 mars 1879      | 17 novembre 1880  | Louis Jabouille                                | Sous-préfet de Dole                                                 | Nommé préfet de l'Oise |
| 17 novembre 1880  | 21 octobre 1883   | Maurice Berniquet                              | Sous-préfet de Pontoise                                             | Nommé préfet du Cher |
| 21 octobre 1883   | 24 mars 1888      | Jules Ligier                                   | Sous-préfet de Meaux                                                | Nommé préfet de la Somme |
| 24 mars 1888      | 8 avril 1888      | Paul Fournier                                  | Préfet des Landes                                                   | Installé pour 2 semaines seulement. Nommé préfet de la Drôme |
| 8 avril 1888      | 20 octobre 1888   | Emile Dornois                                  | Préfet de la Drôme non installé                                     | Nommé maître des requêtes au conseil d'État |
| 20 octobre 1888   | 3 novembre 1891   | Gustave Ducos                                  | Chargé de la direction de la comptabilité au ministère de la marine | Nommé préfet de l'Ardèche |
| 3 novembre 1891   | 18 mars 1895      | Émile Offroy-Durieu                            | Secrétaire général du gouvernement général de l'Algérie             | Nommé préfet des Basses-Alpes |
| 18 mars 1895      | 13 septembre 1897 | Jean Cassagneau                                | Préfet de l'Indre                                                   | Nommé préfet de la Corse |
| 13 septembre 1897 | 26 juin 1901      | Henry Boncourt                                 | Secrétaire général de la Loire-Inférieure                           | Nommé préfet de l'Isère |
| 26 juin 1901      | 24 novembre 1905  | Jean-Baptiste Trépont                          | Sous-préfet de Chalon-sur-Saône                                     | Nommé préfet du Loiret |
| 24 novembre 1905  | 20 octobre 1911   | Marius Baudard                                 | Sous-préfet de Chalon-sur-Saône                                     | Nommé préfet de la Côte-d'Or |
| 20 octobre 1911   | 31 mai 1930       | Jules Guillemaut                               | Préfet des Pyrénées-Atlantiques                                     | Retraite et préfet honoraire |
| 31 mai 1930       | 29 mars 1934      | Pierre Monnier                                 | Sous-préfet de Douai                                                | Nommé préfet de la Haute-Vienne |
| 20 mars 1934      | 20 mars 1934      | Henry Cheberry                                 |                                                                     | Nommé directeur adjoint du cabinet du préfet de police de Paris Roger Langeron                                                                                        |
| 29 mars 1934      | 23 octobre 1934   | Paul Brun                                      | Secrétaire général de la Haute-Garonne                              | Chargé de la direction des services du cabinet du ministre Paul Marchandeau                                                                                           |
| 23 octobre 1934   | 23 octobre 1934   | Albert Bernard                                 | Sous-préfet de Montbéliard                                          | Non installé, puis détaché en qualité de conseiller du gouvernement de Monaco                                                                                         |
| 23 octobre 1934   | 17 septembre 1940 | Alfred Golliard                                | Secrétaire général du Bas-Rhin                                      | Mis à la retraite le 17 septembre 1940, arrêté par les autorités allemandes en 1944, et déporté au camp de concentration de Marten-Mauthausen. Puis réintégré préfet. |

### Régime de Vichy (1940-1945)
| Période           | Période         | Identité      | Fonction précédente  | Observation |
| ----------------- | --------------- | ------------- | -------------------- | --- |
| 17 septembre 1940 | 15 juillet 1943 | Eugène Bosc   | Préfet du Gers       | Détaché au conseil de préfecture de la Seine |
| 15 juillet 1943   | 24 janvier 1944 | Fernand Musso | Préfet de la Corrèze | Nommé préfet d'Indre-et-Loire par les Allemands. Révoqué sans pension le 27 mai 1945. Condamnation par la cour de justice. Amnistiée en partie par la loi du 6 août 1953. |

### GPRF et Quatrième République (1945-1958)
| Période         | Période         | Identité          | Fonction précédente                                                                        | Observation                                                                                           |
| --------------- | --------------- | ----------------- | ------------------------------------------------------------------------------------------ | --- |
| 2 août 1944     | 23 octobre 1944 | Jules Tribouillet | Nommé préfet sans affectation par le C.F.L.N.                                              | Désigné pour remplir les fonctions de préfet du Jura à partir du jour de la libération du département |
| 23 octobre 1944 | 5 janvier 1949  | Ernest Lhuillier  | Apparaît dans les états du commissariat à l'intérieur d'Alger comme préfet de la Côte-d'Or | Mort en fonction                                                                                      |
| 2 février 1949  | 1954            | Marcel Wiltzer    | Sous-préfet de Mulhouse                                                                    | Conseiller technique au cabinet du ministre de la justice Edgar Faure                                 |
| 26 mars 1954    | 22 octobre 1959 | Georges Cathal    | Préfet de la Vendée                                                                        | Nommé préfet de Saône-et-Loire                                                                        |

### Cinquième République (depuis 1958)
| Période            | Période           | Identité            | Fonction précédente                                                                                               | Observation                                         |
| ------------------ | ----------------- | ------------------- | --- | --------------------------------------------------- |
| 22 octobre 1959    | 26 décembre 1964  | Pierre Aubert       | Préfet de l'Indre                                                                                                 | Nommé secrétaire général de la préfecture de police |
| 26 décembre 1964   | 5 décembre 1969   | Georges Grath       | Préfet des Hautes-Pyrénées                                                                                        | Nommé préfet d'Eure-et-Loir                         |
| 5 décembre 1969    | 12 février 1975   | Roger Dumoulin      | Professeur associé de sciences économiques à l'université de Limoges                                              | Mise à la disposition du ministre de l'agriculture  |
| 12 février 1975,   | 13 septembre 1978 | Pierre Degrave      | Secretaire general de la préfecture des alpes-maritimes                                                           | Nommé préfet du Gard                                |
| 13 septembre 1978, | 6 octobre 1980    | Michel Petit-Uzac   | Préfet du Tarn-et-Garonne                                                                                         | Nommé préfet hors cadre                             |
| 6 octobre 1980     | 19 novembre 1982  | Jean Dussere        | Sous-prefet de Montmorency                                                                                        | Nommé préfet de la Savoie                           |
| 1983               | 1984              | Bernard Gérard      | |                                                     |
| 1984               | 1985              | Alain Bidou         | |                                                     |
| 25 novembre 1985   | 8 mars 1990       | Roland Hodel        | | Nommé préfet du Cher                                |
| 8 mars 1990        | 24 juin 1993      | Jean-François Denis | Préfet délégué pour le développement économique auprès du haut-commissaire de la République en Nouvelle-Calédonie | Nommé préfet des Pyrénées-Atlantiques               |
| 24 juin 1993       | 12 juin 1996      | Dominique Schmitt   | | Nommé préfet des Vosges                             |
| 12 juin 1996       | 20 août 1998      | Marc Cabane         | Directeur des personnels, de la formation et de l'action sociale au ministère de l'intérieur                      | Nommé préfet hors cadre                             |
| 20 août 1998       | 28 septembre 2000 | Bernard Fragneau    | Préfet délégué pour la sécurité et la défense auprès du préfet de la Gironde                                      | Nommé préfet de l'Eure                              |
| 28 septembre 2000  | 26 septembre 2002 | Laurent Cayrel      | Secrétaire général de la préfecture de la Loire-Atlantique                                                        | Nommé Directeur des stages à l'ENA                  |
| 10 octobre 2002    | 16 janvier 2004   | Yves Dassonville    | Préfet délégué pour la sécurité et la défense auprès du préfet des Bouches-du-Rhône                               | Nommé préfet de la Martinique                       |
| 16 janvier 2004    | 30 septembre 2005 | Aïssa Dermouche     | | Nommé préfet hors cadre                             |
| 30 septembre 2005  | 28 juillet 2008   | Christian Rouyer    | Ministre plénipotentiaire de 2e classe, délégué à l'Action Humanitaire                                            | Nommé préfet de l'Aube                              |
| 28 juillet 2008    | 10 février 2011   | Joëlle Le Mouel     | Sous-préfet de Mantes-la-Jolie                                                                                    | Nommée préfète hors cadre                           |
| 17 février 2011    | 20 juin 2013      | Francis Vuibert     | Préfet délégué pour l'égalité des chances auprès du préfet de la région Rhône-Alpes                               | Nommé préfet hors cadre                             |
| 20 juin 2013       | 12 octobre 2016   | Jacques Quastana    | Préfet des Hautes-Alpes                                                                                           | Retraite                                            |
| 13 octobre 2016    | 29 juillet 2020   | Richard Vignon      | Préfet du Cantal                                                                                                  | Appelé à de nouvelles fonctions.                    |
| 29 juillet 2020    | 18 août 2022      | David Philot        | Préfet du Territoire de Belfort                                                                                   | Appelé à de nouvelles fonctions                     |
| 23 août 2022       | en cours          | Serge Castel        | Préfet du Cantal                                                                                                  |                                                     |